# Dansens hus, Stockholm
För Dansens hus i Helsingfors, se Dansens hus, Helsingfors
Dansens hus grundades 1989 av Jan Zetterberg och är idag Sveriges största gästspelsscen för dans. Huset invigdes 1991 av dåvarande utbildningsministern Bengt Göransson i Folkets hus vid Norra Bantorget i Stockholm efter att Stockholms stadsteater efter 30 år hade flyttat sin verksamhet till nya lokaler i Kulturhuset Sergels torg.

## Verksamheten
Organisationen bildades 1989 som en stiftelse av de sju stiftarna Kungliga Operan, Riksteatern, GöteborgsOperan, Östgötateatern, Danscentrum och Dansmuseet. Ändamålet med stiftelsen är att genom sin verksamhet presentera svensk och internationell danskonst i Stockholm för att utveckla dansen och närliggande teaterformer som konstform. Man ska också verka för att dans framförs på andra orter i landet.
Dansens Hus finansieras främst genom offentliga medel och är tillsammans med Kungliga Operan, Kungliga dramatiska teatern, Riksteatern och Drottningholms slottsteater de enda scenkonstinstitutioner som får sina verksamhetsmedel tilldelade genom budgetpropositionen. Den andra stora bidragsgivaren är Stockholms stad.
Verksamheten bedrivs primärt i gamla Folkets hus i Stockholm på dess två scener Lilla och Stora scenen. Stora scenen har en kapacitet på totalt cirka 780 personer varav plats för 8 rullstolar med 8 följeslagare. Lilla scenen har en publikkapacitet på 140 platser.
Utöver den sceniska verksamheten har man även två studior, som kallas Dansklotet, för repetition och träning. Dessa används främst av de gästspelande artisterna men hyrs också ut till koreografer.
Sedan hösten 2021 förfogar Dansens hus även över en tredje mellanscen för experimentell dans och scenkonst, då de i samverkan med Dramaten driver den fristående scenen Elverket på Östermalm.

## Teaterchefer
- Jan Zetterberg 1991-2003
- Kenneth Kvarnström 2004-2007
- Virve Sutinen 2008-2013
- Annelie Gardell 2014-2019
- Johannes Öhman 2020-

## Bilder

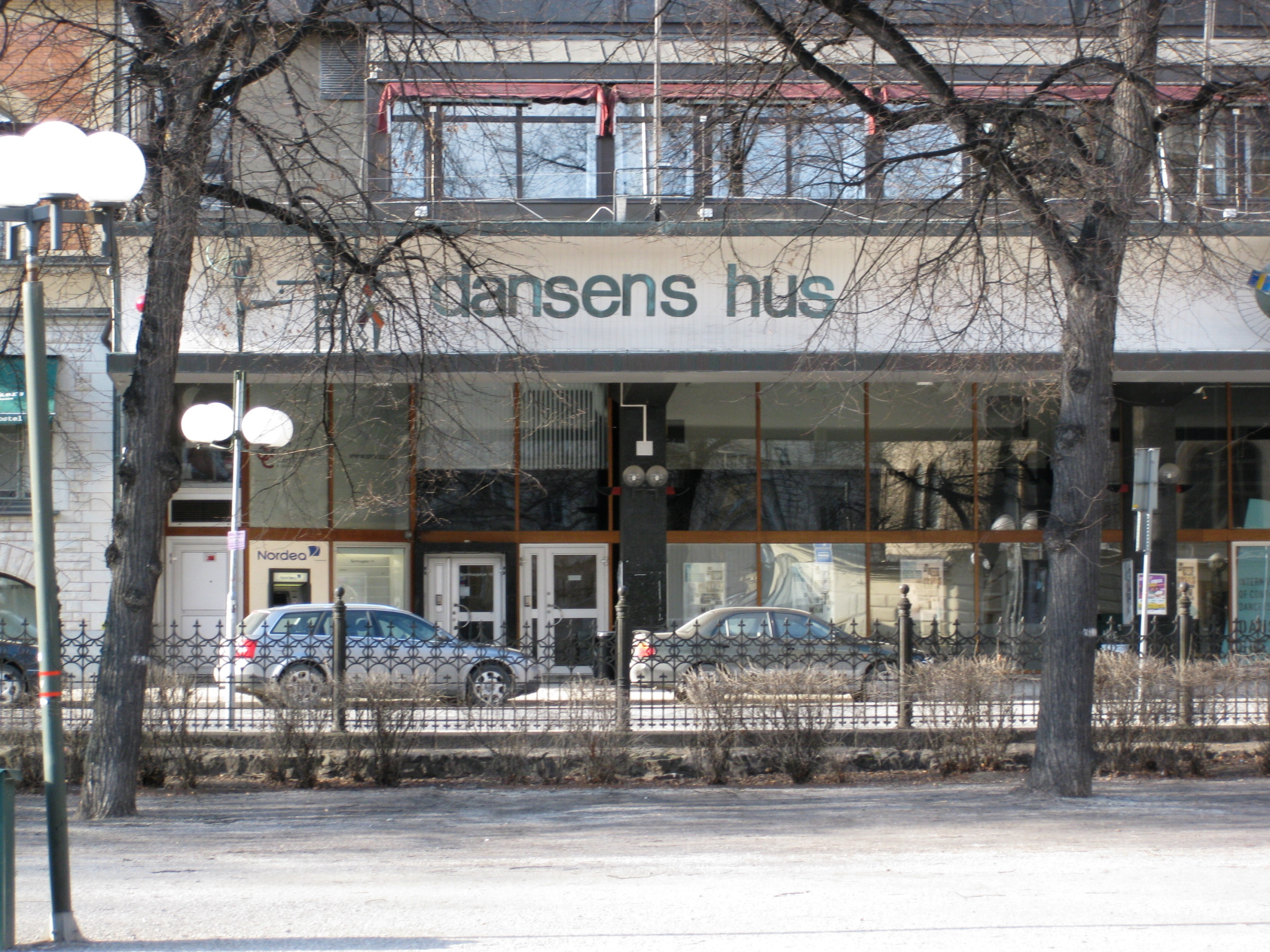
Huvudentrén sedd från Norra latin.
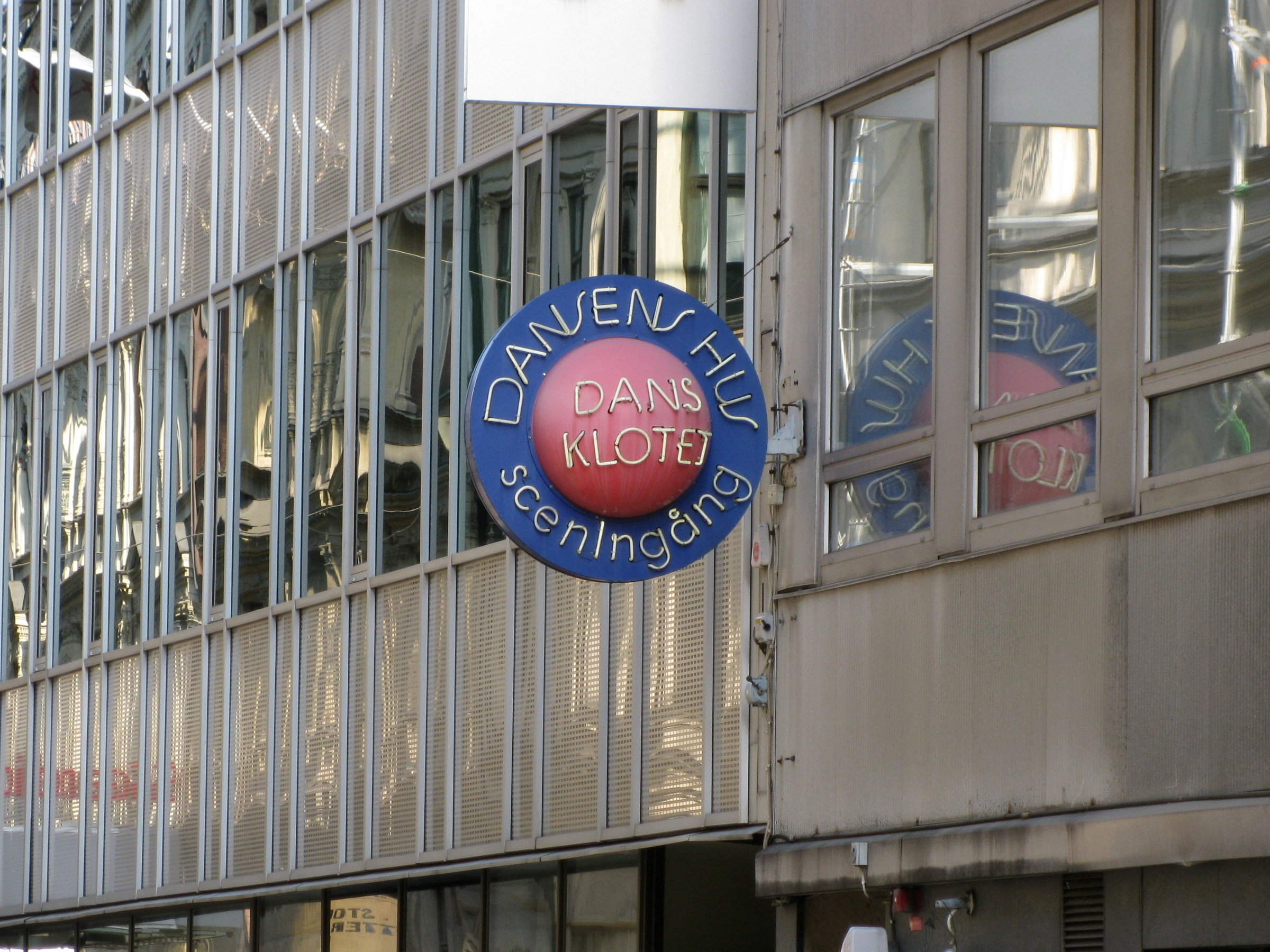
Sceningången på Wallingatan.